# Cercagnota collini
Cercagnota collini är en tvåvingeart som beskrevs av Leander Czerny 1928. Cercagnota collini ingår i släktet Cercagnota och familjen sumpflugor. Inga underarter finns listade i Catalogue of Life.